# علی‌محمد مرادی
علی‌محمد مرادی نمایندهٔ دورهٔ دهم از حوزهٔ انتخابیهٔ قروه و دهگلان در استان بود. وی با کسب ۳۹٬۳۰۲ رای از مجموع ۹۷٬۰۲۵ رای معادل ۴۰٫۵۱٪درصد آرا به مجلس راه پیدا کرد.
وی در ۱۰ دی ماه ۱۴۰۱ در شهر رامسر به دلیل بیماری سرطاندرگذشت